# Masaka (Stadt)
Masaka ist eine Stadt im Süden Ugandas nahe dem Viktoriasee sowie dem Nabugabo-See mit rd. 75.000 Einwohnern. Sie ist die Hauptstadt des gleichnamigen Distrikts Masaka und liegt südlich des Äquators an der Fernstraße von Kampala (ca. 140 km) nach Mbarara und Ruanda. Der nächstgelegene Hafen am Viktoriasee ist das östlich gelegene und rund 40 km entfernte Bukakata (Fähre zu den Ssese Islands).
Masaka ist seit 1953 Sitz des römisch-katholischen Bistums Masaka, hat aber eine religiös gemischte Bevölkerung (Christen, Muslime).
1979 wurde die Stadt beim Einmarsch tansanischer Truppen, die an der Vertreibung Idi Amins beteiligt waren, stark zerstört, was man noch heute an manchen Stellen im Stadtbild sehen kann.

## Bevölkerungsentwicklung
| Jahr           | Einwohner |
| -------------- | --------- |
| Zensus 1911    |           |
| Zensus 1921    |           |
| Zensus 1931    |           |
| Zensus 1940    |           |
| Zensus 1959    | 5.000     |
| Zensus 1969    |           |
| Zensus 1980    |           |
| Zensus 1991    | 49.585    |
| Zensus 2002    | 67.768    |
| Schätzung 2008 | 71.700    |